# Linco

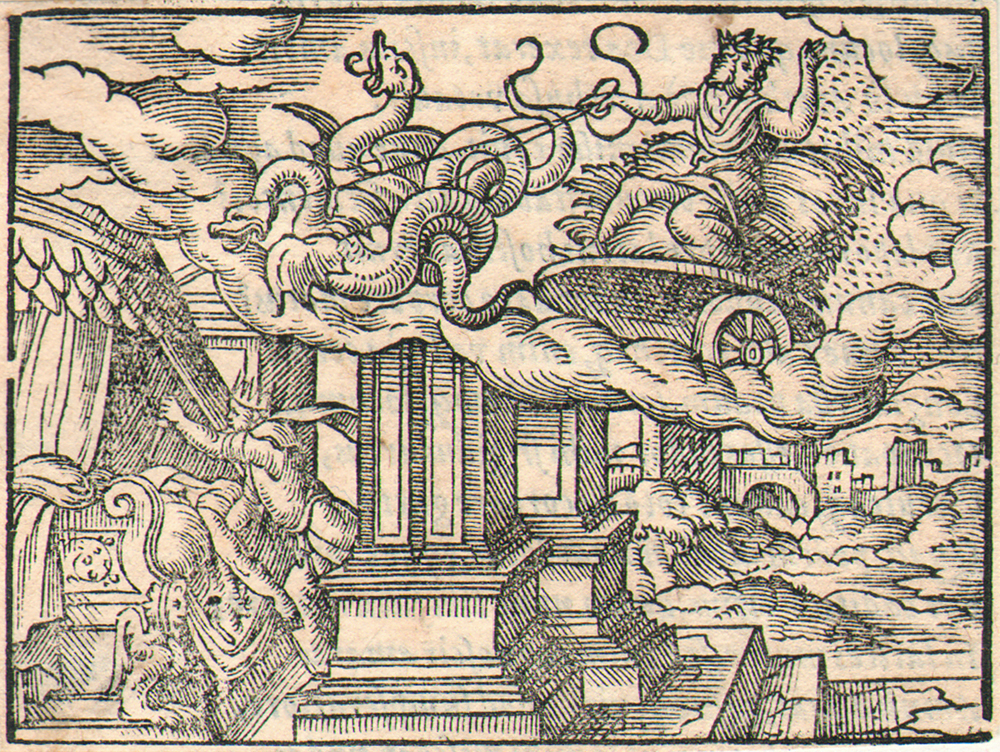
Grabado de Virgil Solis para una edición de 1581 de Las metamorfosis: Triptólemo y Linco.

En la mitología grecorromana, Linco (en latín: Lyncus, en griego: Λύγκος) fue un rey de Escitia que acogió en hospedaje a Triptólemo, enviado por Ceres para enseñar a los hombres el cultivo del trigo. Con el fin de que tan gran gloria recayera sobre sí mismo, Linco pensó en deshacerse de él. Intentó clavarle una espada mientras que Triptólemo dormía. Ceres, airada por este hecho, lo convirtió en un lince de variados colores, ya que él también se había mostrado de mente variable.